# Skarsterlân
Skarsterlân (Ausspracheⓘ)  war eine Gemeinde der Provinz Friesland (Niederlande). Sie hatte 2013 bei ihrer Auflösung 27.501 Einwohner.
Der Verwaltungssitz war Joure, die anderen Orte in der ehemaligen Gemeinde sind: Akmarijp, Boornzwaag, Broek, Dijken, Doniaga, Goingarijp, Haskerdijken, Haskerhorne, Idskenhuizen, Langweer, Legemeer, Nieuwebrug, Nijehaske, Oldeouwer, Oudehaske, Ouwster-Nijega, Ouwsterhaule, Rohel, Rotstergast, Rotsterhaule, Rottum, Scharsterbrug, Sint Nicolaasga, Sintjohannesga, Snikzwaag, Terkaple, Teroele, Tjerkgaast und Vegelinsoord.
Durch den Zusammenschluss der bisherigen Gemeinden Gaasterlân-Sleat, Lemsterland und Skarsterlân entstand am 1. Januar 2014 die neue Gemeinde De Friese Meren, die am 1. Juli 2015 den friesischen Namen De Fryske Marren annahm. Ihr Sitz ist weiterhin in Joure.

## Bilder

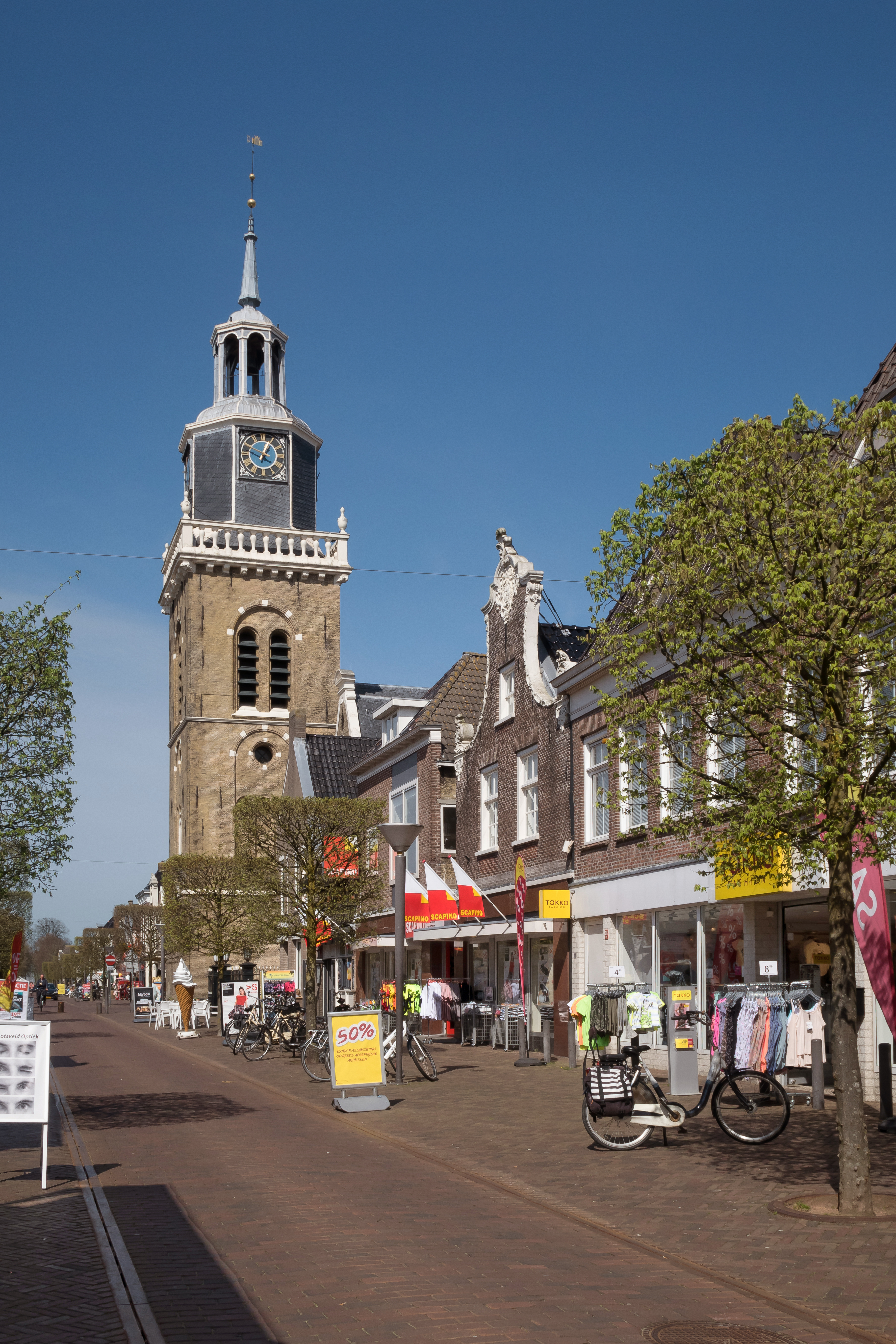
Joure, Kirche in der Straße
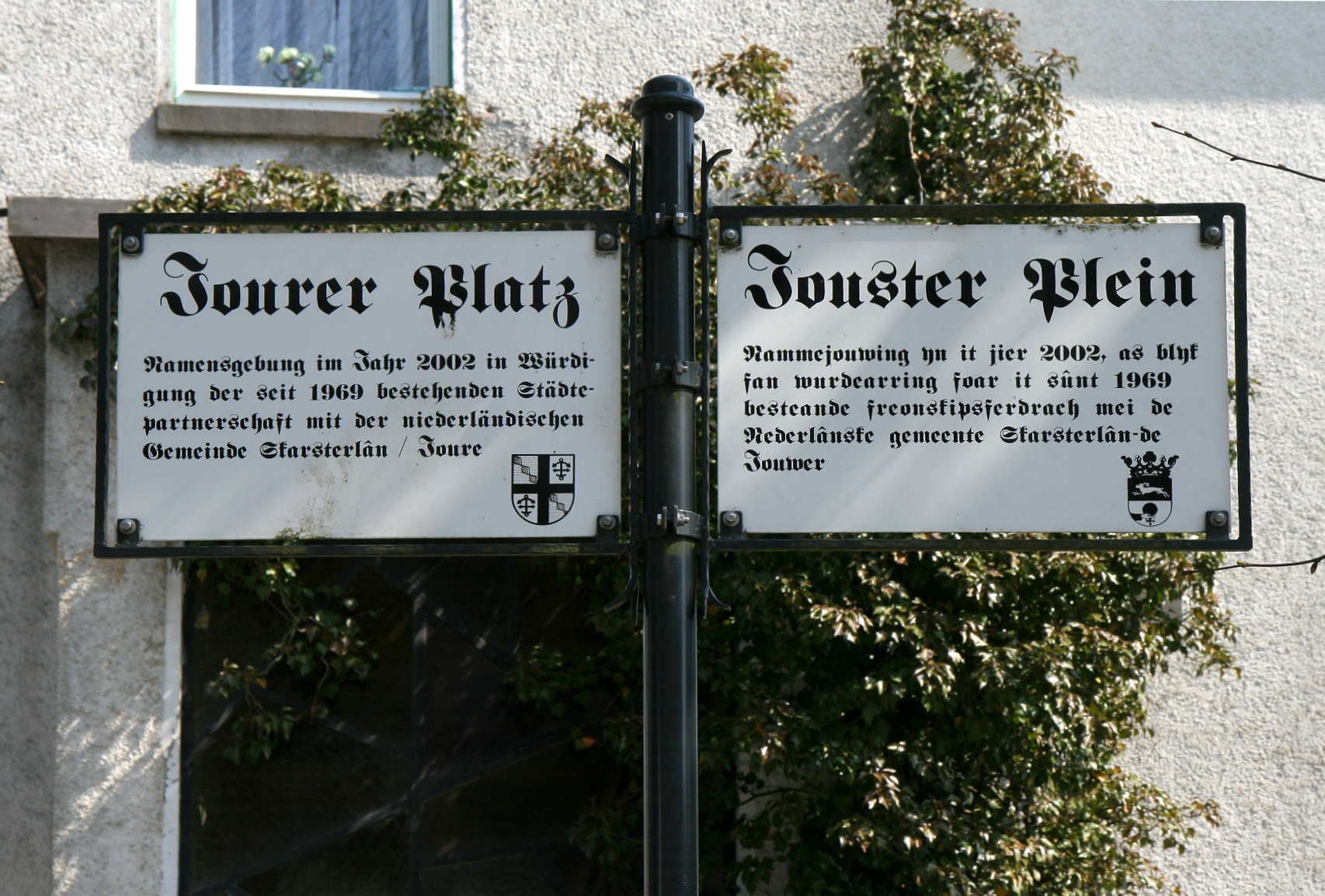
Joure, Schild auf dem Jourer Platz in Drolshagen
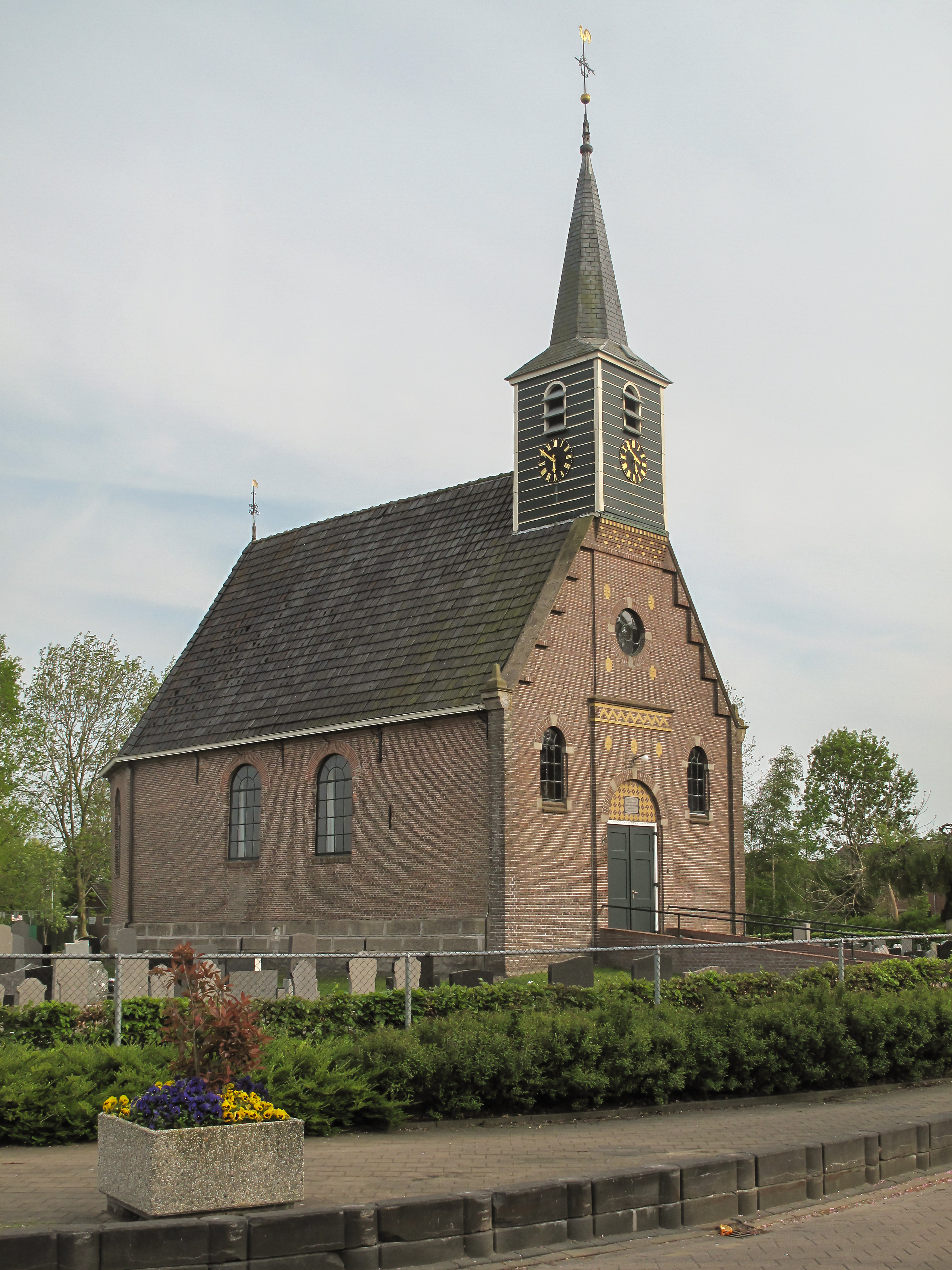
Haskerhorne, Kirche

## Politik

### Sitzverteilung im Gemeinderat
| Partei       | Sitze | Sitze | Sitze | Sitze |
| Partei       | 1998  | 2002  | 2006  | 2010  |
| ------------ | ----- | ----- | ----- | ----- |
| FNP          | 4     | 4     | 5     | 7     |
| CDA          | 7     | 7     | 6     | 6     |
| PvdA         | 5     | 5     | 7     | 4     |
| VVD          | 3     | 3     | 2     | 3     |
| ChristenUnie | —     | 1     | 1     | 1     |
| SP           | —     | —     | —     | 0     |
| D66          | 1     | 1     | —     | —     |
| RPF/GPV      | 1     | —     | —     | —     |
| Gesamt       | 21    | 21    | 21    | 21    |

## Söhne und Töchter
- Jan Nicolaas Bakhuizen van den Brink (1896–1987), reformierter Theologe und Kirchenhistoriker
- Joaquim de Lange (1906–1992), katholischer Geistlicher, Prälat von Tefé, geboren in Sint Nicolaasga
- Auke Zijlstra (* 1964), Politiker